# Strömrörbock
Strömrörbock (Donacia sparganii) är en skalbaggsart som beskrevs av Ahrens 1810. Den ingår i släktet rörbockar och familjen bladbaggar.

## Beskrivning
En liten, avlång rörbock med en kroppslängd på 6,5 till 8,5 mm. Kroppen är rödbrunt, gulbrunt eller grönt metalliskt färgad, gärna med annorlunda färgning längs mitten och kanterna på täckvingarna, som har svagt utformade bucklor över ytan. Även antenner och ben är metallfärgade. Låren på det bakre benparet har två taggar, även om den innersta taggen ofta är liten hos honan. Hanens baklår är dessutom något tjockare.

## Utbredning
Utbredningsområdet omfattar Mellan- och Nordeuropa från Storbritannien österut över bland annat Norden och Baltikum till västra Sibirien. Som en separat population finns den även i Japan.
I Sverige finns arten i Götaland (utom Gotland) samt i Svealand och norrut i alla fall i Norrbotten (kännedomen om utbredningen är inte helt fullständig). I Finland finns arten i den södra delen, huvudsakligen från Nyland, Egentliga Tavastland och Päijänne-Tavastland över Södra Savolax till Norra Savolax och Norra Karelen.
Arten är klassificerad som livskraftig ("LC") i både Sverige och Finland.

## Ekologi
Habitatet utgörs av både sjöar och vattendrag, även ganska stritt rinnande sådana, som större åar och älvar. De vuxna skalbaggarna sitter vanligen på flytblad av igelknoppsarter, ofta långt ifrån strand, som de gnager på. De är främst aktiva under juli och augusti. Larvutvecklingen sker under vatten på rötter av igelknoppar.